# Катала, Николь
Николь Катала (фр. Nicole Catala, 2 февраля 1936[…], Мийо — 19 октября 2022[…], XV округ Парижа) — французский учёный и политик.

## Биография
Катала родилась в Мийо 2 февраля 1936 года и приходилась сестрой профессору права Пьеру Катала. Адъюнкт-профессор частного права, она преподавала в Дакаре с 1962 по 1964 год, прежде чем вернуться во Францию и преподавать в Дижоне в 1969 году.

### Политическая карьера
Катала начала свою политическую деятельность с движения «Объединение в поддержку республики» (Rassemblement pour la République, RPR). Она была членом Экономического и Социального Совета с 1979 по 1984 год. В 1981 году она вместе с Мишелем Орийяком и Аленом Жюппе основала аналитический центр Club 89. 20 марта 1986 года она была назначена премьер-министром Жаком Шираком на пост государственного секретаря по профессиональной подготовке.
В 1988 году Катала была избрана в Национальное собрание от 11-го избирательного округа Парижа. Она была переизбрана в 1993 году и стала вице-президентом Национальной ассамблеи вместе с Филиппом Сегеном. Она была переизбрана ещё раз в 1997 году и ещё два срока занимала пост вице-президента Национальной ассамблеи.
Во время работы в Национальном собрании Катала была членом Совета Парижа, впервые избранным в 1989 году и переизбранным в 1995 и 2001 годах по списку 14-го округа. В 1998 году она была избрана президентом Объединения в поддержку республики (RPR) в Париже.
В 2002 году RPR была распущена, и на смену ей пришёл Союз за народное движение (UMP), который выбрал Доминик Версини своим кандидатом на выборах в законодательные органы того года. Катала баллотировалась как независимый кандидат, но в конечном итоге потеряла своё место в Национальном собрании.
С 2005 по 2008 год Катала возглавляла Центр информации и документации для молодых людей. В 2014 году она присоединилась к первичному президентскому комитету республиканцев на предварительных выборах 2016 года.

### Личная жизнь и смерть
7 июля 1965 года Катала вышла замуж за Раймона Франжу, мэра Форкалькье от Социалистической партии. В 1970 году у них родилась дочь Марианна. В 1972 году пара развелась.
Катала умерла 19 октября 2022 года в Париже в возрасте 86 лет.

## Награды
- Офицер Национального ордена «За заслуги» (2012)[12].
- Медаль Восточной Республики Уругвай (1997, Уругвай)[13].